# Crax
Crax je rod hrabavých ptáků ze skupiny hoků, jehož zástupci se vyskytují převážně v tropických oblastech Jižní Ameriky (výjimku tvoří hoko proměnlivý, jehož areál výskytu sahá přes Střední Ameriku až do Mexika). Jedná se o statné ptáky s těžkým tělem, kteří se krmí především na zemi. Pro zástupce rodu Crax je typický pohlavní dimorfismus; samci mívají pestřeji zbarvené opeření než samice a mívají lalokovité útvary na ozobí a na dolní čelisti. Ve středové části hlavy se nachází kudrnatá chocholka.

## Systematika
Rod Crax byl poprvé popsán již v roce 1758 švédským přírodovědcem Carlem Linnéem v přelomovém 10. vydání Systema Naturae. Název rodu je patrně odvozen buď ze starořeckého κρας = kras, čili „hlava“ (odkaz na výraznou chocholku) nebo κέρας = keras, čili „roh“ (odkaz na zvětšené baňkovité ozobí na horní čelisti některých hoků). Typovým druhem je hoko proměnlivý (Crax rubra).

### Seznam druhů
Rod zahrnuje 7 následujících druhů:
| Obrázek | Vědecké jméno     | Běžné jméno         | Rozšíření |
| ------- | ----------------- | ------------------- | --- |
|         | Crax rubra        | hoko proměnlivý     | od východního Mexika přes Střední Ameriku po západní Kolumbii a severozápadní Ekvádor |
|         | Crax alberti      | hoko modrolaločný   | Kolumbie |
|         | Crax daubentoni   | hoko žlutolaločný   | Kolumbie a Venezuela |
|         | Crax globulosa    | hoko bradavičnatý   | roztroušeně v západní Amazonii |
|         | Crax blumenbachii | hoko červenolaločný | jihovýchodní Brazilie |
|         | Crax fasciolata   | hoko žlutozobý      | středovýchodní a jižní Brazilie, Paraguay, východní Bolivie a severovýchodní Argentina |
|         | Crax alector      | hoko černý          | severní oblasti Jižní Ameriky (Kolumbie, Venezuela, Guyana, Surinam a Francouzská Guyana); introdukován na Bahamy, Kubu, Jamajku, Haiti, Malé Antily a do Portorika a Dominikánské republiky |